# Avântu
Avântu – wieś w Rumunii, w okręgu Jassy, w gminie Românești. W 2011 roku liczyła 530 mieszkańców.